# Gynerium
Gynerium P.Beauv. é um género botânico pertencente à família Poaceae, subfamília Panicoideae, tribo Gynerieae.